# Sinopec

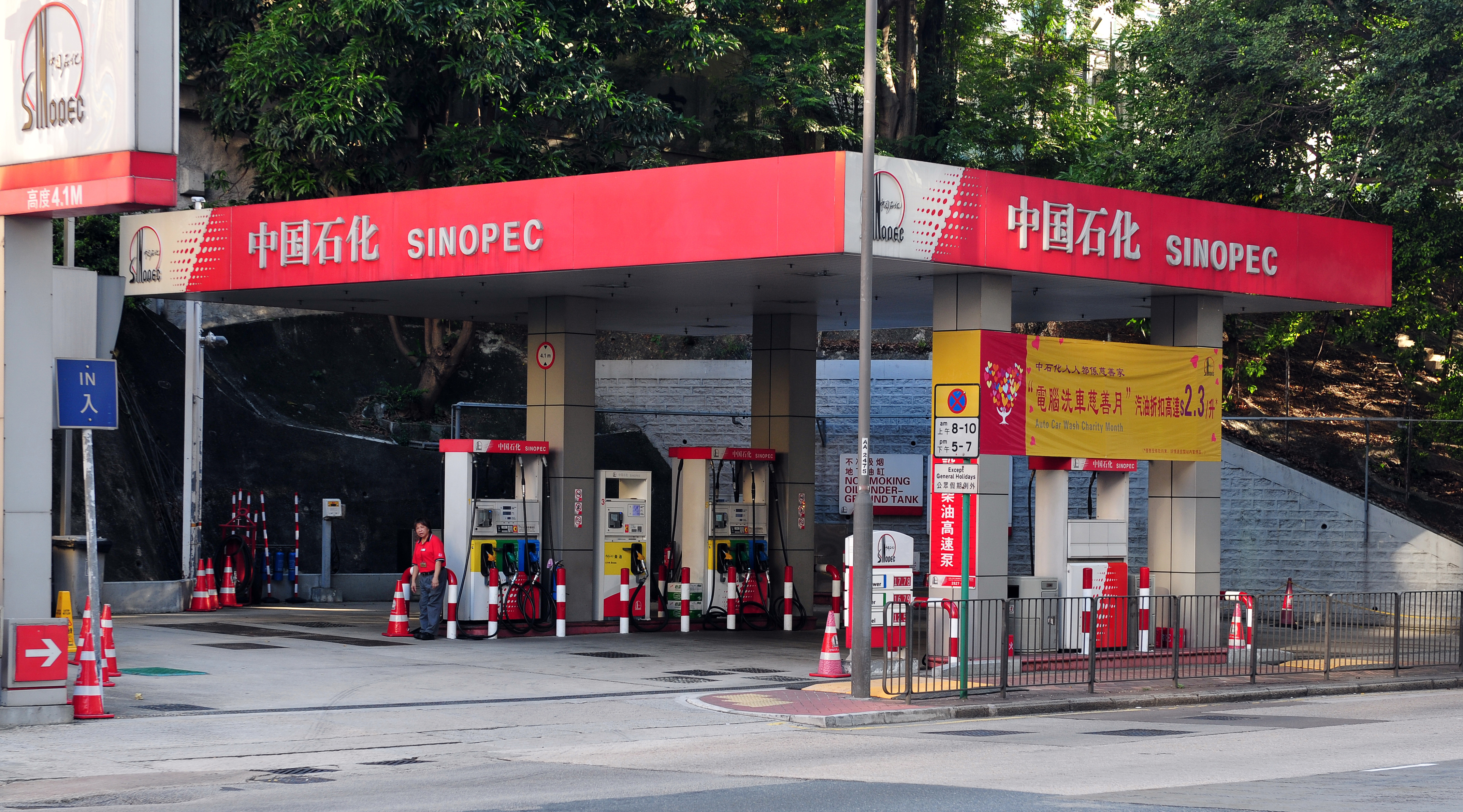
Sinopec Hongkong

Sinopec Corp. (chiń. 中国石化; pinyin Zhōngguó Shíhuà; ang. China Petroleum & Chemical Corporation) – chińskie przedsiębiorstwo specjalizujące się w wydobyciu gazu ziemnego i ropy naftowej, przetwarzaniu ropy naftowej oraz dystrybucji produktów ropopochodnych. 
Większość udziałów (ponad 75%) w spółce należy do Sinopec Group zarządzanym przez SASAC, która według Forbes Global w 2013 zajmuje 4. miejsce na liście największych przedsiębiorstw świata pod względem wielkości sprzedaży. Sinopec Corp. jest największym chińskim producentem produktów ropopochodnych i drugim producentem ropy. 

## Historia
Przedsiębiorstwo powstało 28 lutego 2000 roku z inicjatywy Sinopec Group. 18 października 2000 roku spółka została wprowadzona na giełdy w Hongkongu, Nowym Yorku i Londynie, emitując 16,78 miliardów akcji typu H. 16 lipca 2001 roku spółka wyemitowała 2,8 miliarda akcji typu A, a od 8 sierpnia 2001 notowana jest na giełdzie w Szanghaju. Na koniec 2010 z 86,7 miliarda akcji spółki, ponad 75% znajdowało się w posiadaniu Sinopec Group, nieco ponad 19% w rękach inwestorów zagranicą i prawie 5% w rękach inwestorów w Chinach. 
Od maja 2011 prezesem spółki jest Fu Chengyu.

## Działalność
Spółka zajmuje się: 
- wydobyciem ropy naftowej i gazu ziemnego – w 2011 wydobyła 321,73 baryłek ropy i 517,07 miliardów stóp sześciennych gazu ziemnego[7]
- przetwarzaniem ropy naftowej – w 2011 przedsiębiorstwo posiadało 11 rafinerii, o mocy przetwórczej ponad 10 milionów ton rocznie każda – Sinopec Corp. plasuje się na drugim miejscu na świecie pod względem mocy przetwórczej i jest największym przedsiębiorstwem przetwórstwa ropy naftowej w Chinach[8]
- produkcją i dystrybucją produktów ropopochodnych, m.in. polimerów, żywic polimerowych, włókien sztucznych i kauczuku syntetycznego[9]